# Hugo Lusardi
Hugo Américo Lusardi Morínigo (Coronel Oviedo, Paraguay; 17 de agosto de 1982-Central, Paraguay; 15 de agosto de 2022) fue un futbolista paraguayo que se desempeñó en la posición de mediocampista ofensivo.

## Trayectoria
Lusardi inició su carrera en el Sportivo Blas Garay de su ciudad natal. Más tarde emigró al centro del país para jugar por Sport Guaraní de Lambaré, General Caballero de Zeballos Cué y Libertad. Con este último club se destacó ganando tres campeonatos nacionales. Luego tuvo un breve paso por Venezuela cuando militó en el Monagas SC. Regresó a Paraguay para unirse al Sportivo Luqueño y después a Tacuary, 3 de Febrero, Olimpia y Nacional, en donde logró el título del torneo Apertura de 2011, tras lo cual fue transferido a Cobreloa de Chile.
En Chile logró un rendimiento sobresaliente. Se convirtió en uno de los pilares de la campaña de Cobreloa en el Clausura 2011 y llegó a la final de la mano del DT Nelson Acosta. Debido a sus constantes lesiones, en julio de 2012, fue enviado a préstamo a Palestino por seis meses, afrontando el Clausura con el equipo santiaguino. En enero de 2013 llegó un acuerdo con Rubio Ñu, siendo destacada su actuación debido a los goles que marcó.
Tras estar un año inactivo por la pandemia de 2020, algo que interrumpió su temporada con Deportivo Capiatá, ficha en 2021 por Tembetary. Al finalizar esa misma temporada, fue diagnosticado con cáncer, que lo obligó a abandonar la práctica deportiva.

## Muerte
El 15 de agosto de 2022 se confirmó su fallecimiento debido al cáncer.

## Clubes
| Club                 | País      | Año       |
| -------------------- | --------- | --------- |
| Sportivo Luqueño     | Paraguay  | 2004      |
| General Caballero    | Paraguay  | 2004      |
| 3 de Febrero         | Paraguay  | 2005      |
| Libertad             | Paraguay  | 2006-2008 |
| → Tacuary (cedido)   | Paraguay  | 2006-2007 |
| Monagas SC           | Venezuela | 2009      |
| Sportivo Luqueño     | Paraguay  | 2009-2011 |
| → Olimpia (cedido)   | Paraguay  | 2010      |
| Nacional             | Paraguay  | 2011      |
| Cobreloa             | Chile     | 2011-2013 |
| → Palestino (cedido) | Chile     | 2012      |
| → Rubio Ñu (cedido)  | Paraguay  | 2013      |
| Deportes Tolima      | Colombia  | 2013      |
| Nacional             | Paraguay  | 2014      |
| Club Sol de América  | Paraguay  | 2015      |
| Rubio Ñu             | Paraguay  | 2016      |
| Deportivo Capiatá    | Paraguay  | 2016-2017 |
| Rubio Ñu             | Paraguay  | 2017      |
| Deportivo Capiatá    | Paraguay  | 2018-2019 |
| Tembetary            | Paraguay  | 2021      |

### Participaciones en Copas Nacionales
| Copa               | País     | Resultado     | Partidos | Goles |
| ------------------ | -------- | ------------- | -------- | ----- |
| Copa Paraguay 2018 | Paraguay | 8vos de final | 0        | 0     |